# Manhattan Queen
Manhattan Queen (Originaltitel Second Act) ist eine US-amerikanische Filmkomödie aus dem Jahr 2018 von Peter Segal mit Jennifer Lopez, Leah Remini, Milo Ventimiglia und Vanessa Hudgens. In den USA kam der Film am 21. Dezember 2018 in die Kinos, der deutsche Kinostart erfolgte am 17. Januar 2019.

## Handlung
Maya ist Anfang 40 und frustriert. Sie arbeitet in einem Supermarkt in Queens und hat sich zur stellvertretenden Filialleiterin hochgearbeitet. Für den nächsten Karriereschritt fehlt ihr ein abgeschlossenes Studium, Maya hat allerdings nicht einmal die High School beendet. Daher wird ein jüngerer Kollege mit akademischem Titel für diese Stelle vorgezogen. Für Maya, die sich mehr berufliche Anerkennung wünscht, ist das ein Schlag ins Gesicht. Nachdem Dilly, der Sohn ihrer besten Freundin Joan davon erfährt, beschließt er ihr ein wenig zu helfen und beginnt ohne ihr Wissen ihren Lebenslauf aufzubessern und zu verfälschen, indem er diesen beispielsweise um einen Harvard-Abschluss und Mandarin-Kenntnisse ergänzt. Außerdem verpasst er ihr einen zugehörigen Auftritt in sozialen Medien.
Maya erhält bald darauf eine Einladung zu einem Vorstellungsgespräch von einem Kosmetikkonzern, wo sie hauptsächlich aufgrund ihres eindrucksvollen Lebenslaufs als Marketing-Beraterin mit eigenem Büro eingestellt wird. Sie sieht endlich die Chance zu zeigen, dass langjährige Erfahrung und Engagement genauso wertvoll sein können wie Zeugnisse und ein Hochschulabschluss. Maya wird vor die Aufgabe gestellt, mit ihrem vermeintlichen Wissen die Verkaufszahlen einer stagnierenden Pflegeserie zu steigern und dafür den Anteil natürlicher Inhaltsstoffe in dem Produkt zu erhöhen. Gemeinsam mit ihrem Team soll sie innerhalb von drei Monaten ein neues, verbessertes Kosmetikprodukt entwickeln. Dabei tritt sie in einem konzerninternen Wettstreit gegen Zoe, die Tochter des Chefs, und deren Team an. Während Mayas Team gute Ergebnisse erzielt, hat Maya weiterhin Angst, dass ihr Schwindel auffliegen könnte.
Es stellt sich heraus, dass die Adoptivtochter des Chefs ihre leibliche Tochter ist, die sie vor vielen Jahren zur Adoption freigegeben hatte.

## Synchronisation
Die deutsche Synchronisation übernahm die Berliner Synchron. Das Dialogbuch schrieb Heike Kospach, die auch Dialogregie führte.
| Rolle           | Darsteller        | Synchronsprecher    |
| --------------- | ----------------- | ------------------- |
| Maya Vargas     | Jennifer Lopez    | Marie Bierstedt     |
| Zoe             | Vanessa Hudgens   | Marieke Oeffinger   |
| Joan            | Leah Remini       | Vera Teltz          |
| Anderson Clarke | Treat Williams    | Erich Räuker        |
| Trey            | Milo Ventimiglia  | Oliver Scheffel     |
| Hildy Ostrander | Annaleigh Ashford | Anita Hopt          |
| Ron Ebsen       | Freddie Stroma    | David Turba         |
| Chase           | Alan Aisenberg    | Tim Sander          |
| Ariana          | Charlyne Yi       | Lina Rabea Mohr     |
| Suzi Teplitsky  | Lacretta          | Peggy Sander        |
| Dilly           | Dalton Harrod     | Sebastian Fitzner   |
| Arthur Coyle    | Dan Bucatinsky    | Jaron Löwenberg     |
| Big Ant         | Dierdre Friel     | Marion Musiol       |
| Felix Herman    | Dave Foley        | Stefan Krause       |
| Dr. Chow        | Meng Ai           | Florian Clyde       |
| Otto            | John James Cronin | Casey-Julian Keller |
| Philip Jian     | Phil Nee          | Fang Yu             |

## Produktion
Die Dreharbeiten fanden von 23. Oktober bis zum 15. Dezember 2017 statt, gedreht wurde in New York City. Produziert wurde der Film von Huayi Brothers und STX Entertainment. Die Produktionskosten betrugen rund 16 Millionen US-Dollar.
Im Film ist der Song Limitless, geschrieben von Sia und Jesse Shatkin, gesungen von Jennifer Lopez zu hören. Das Kinomagazin SKIP sah inhaltliche Parallelen zum Film Manhattan Love Story (2002), in dem Jennifer Lopez sich in der Rolle eines Zimmermädchens für eine wohlhabende Lady ausgegeben hatte.